# Rusłan Zabranski
Rusłan Mychajłowycz Zabranski, ukr. Руслан Михайлович Забранський, ros. Руслан Михайлович Забранский, Rusłan Michajłowicz Zabranskij (ur. 10 marca 1971 we wsi Wołków w obwodzie lwowskim) – ukraiński piłkarz, grający na pozycji napastnika, trener piłkarski.

## Kariera piłkarska

### Kariera klubowa
Wychowanek Szkoły Piłkarskiej we Lwowie. W 1989 rozpoczął karierę piłkarską w lwowskich Karpatach, skąd latem 1992 przeszedł do Ewisu Mikołajów. W mikołajowskim klubie występował przez 6 sezonów. Latem 1998 został piłkarzem Krywbasa Krzywy Róg. Rok później 1999 przeniósł się do Prykarpattia Iwano-Frankowsk, a w grudniu kiedy uzgadniano szczegóły jego przejścia do Dynama Kijów doznał kontuzji kolana w meczu z kijowskim klubem. Dopiero w marcu 2001 wyszedł na boisko jako zawodnik Nywy Winnica. Drugą połowę roku spędził w Tawrii Symferopol. Latem 2002 powrócił do MFK Mikołajów. Od maja 2003 występował w klubie Olimpija FK AES Jużnoukraińsk, w którym zakończył karierę piłkarską w wieku 32 lat.

## Kariera trenerska
Po zakończeniu kariery piłkarskiej trenował amatorski zespół FK Woroniwka, z którą zdobył mistrzostwo obwodu w 2007, a od 2008 pracował na stanowisku dyrektora SDJuSzOR w Mikołajowie. W sierpniu 2010 objął stanowisko głównego trenera MFK Mikołajów. 15 września 2012 roku napisał podanie o dymisji, ale został zwolniony dopiero 12 października 2012. Ale już wkrótce informacja ta została sprostowana, przy czym Zabranskiemu powierzono również funkcje prezesa klubu. 11 czerwca 2013 odbyła się rotacja w klubie - głównym trenerem został Ołeh Fedorczuk, a Rusłan Zabranski objął stanowisko dyrektora szkoły piłkarskiej MFK Mikołajów. 7 kwietnia 2015 po raz kolejny stał na czele MFK Mikołajów. 23 listopada 2018 za obopólną zgodą kontrakt został anulowany.

## Sukcesy i odznaczenia

### Sukcesy klubowe
- mistrz Perszej lihi: 1998

### Sukcesy trenerskie
- mistrz obwodu mikołajowskiego: 2007

### Sukcesy indywidualne
- rekordzista klubu MFK Mikołajów w ilości strzelonych bramek: 75 goli